# Chiesa di Sant'Agata (Rivergaro)
La chiesa di Sant'Agata è la parrocchiale di Rivergaro, in provincia di Piacenza e diocesi di Piacenza-Bobbio; è sede del vicariato della Bassa Val Trebbia e della Val Luretta.

## Storia
Sembra che la primitiva cappella di Rivergaro fosse filiale della pieve di San Pietro di Dugliara. Si sa che la chiesa venne ricostruita nel Medioevo e che fu eretta a parrocchiale nel XVI secolo. Questo edificio, all'inizio del XIX secolo, era ormai si era rivelato insufficiente a soddisfare le esigenze della popolazione. Inoltre, era pericolante e minacciava di crollare da un momento all'altro.
Si decise, dunque, di riedificarlo e il progetto fu affidato all'ingegner Fraschina di Piacenza; il suo disegno, dopo essere stato approvato dal consiglio di Fabbriceria, venne modificato in maniera consistente dall'architetto di fiducia del governo imperiale Antonio Tomba, i cui interventi furono comunque condizionati dalle disponibilità economiche limitate.
La prima pietra della nuova parrocchiale fu posta nel 1812. Successivamente la costruzione fu bloccata a causa del cambiamento del parroco e del governo. Infine, la chiesa fu portata a termine nel 1819 con alcune variazioni rispetto al progetto predisposto dall'architetto Tomba. Il campanile, che originariamente avrebbe dovuto sorgere tra la parrocchiale ed il muro della proprietà del conte Giovanni Anguissola, fu poi costruito accanto alla facciata in seguito ad una controversia generata dal suddetto conte. La facciata della chiesa venne restaurata nel 1935.

## Descrizione

### Esterno
L'edificio, orientato da est a ovest, è preceduto da un piccolo sagrato accessibile per mezzo di cinque gradini realizzati in pietra. La facciata a vento monocuspidata è realizzata in stile neoclassico e culmina in un frontone a triangolo, in posizione centrale rispetto al quale si trova, all'interno di una nicchia un busto raffigurante il Padre Eterno. Agli angoli della facciata sono presenti delle lesene sulle quali si appoggia una cornice modanata in leggero aggetto sopra alla quale è presente un finestrone a lunetta sormontato da una cornice modanata. Al di sotto del finestrone si trova l'unico ingresso dell'edificio, di forma rettangolare dotato di stipiti in pietra, materiale con cui è realizzato anche l'architrave a mensole. In una nicchia di forma circolare posta al di sopra del portale è presente un busto rappresentante Sant'Agata.
Ai fronti laterali, realizzati in pietra a vista, si appoggiano due cappelle votive di struttura rettangolare dotate di finestre a forma lunetta, una per ciascuno dei lati. Il presbiterio è più basso rispetto al resto della chiesa e presenta un finestrone a lunetta per ciascuno dei lati.  Infine, nella parte posteriore emerge il volume dell'abside di forma semicircolare dotato anch'esso di due finestroni laterali rettangolari.
Il campanile è addossato al lato sinistro dell'edificio, sullo stesso piano della facciata; esso poggia su una base in pietra a vista e si compone di tre ordini, divisi tra loro da cornici marcapiano. La cella campanaria presenta su ogni lato una monofora a tutto sesto ed è dotata di un tamburo rotondo con lesene, sopra al quale è presente un tetto di forma conica realizzato in cotto.

### Interno
La chiesa si caratterizza per una struttura ad aula formata da tre campate dotate di volta a botte. Lungo ognuna delle campate corrono delle lesene di ordine dorico sormontate da una trabeazione spezzata. Archi trasversali a tutto sesto che incominciano superiormente rispetto alle lesene percorrono la volta. Sulla seconda campata sono presenti due cappelle, consacrate una alla Madonna e una a San Giuseppe, di struttura rettangolare, anch'esse dotate di volta a botte. Queste cappelle danno sulla navata principale tramite archi a tutto sesto.
Il presbiterio rettangolare con volta a botte si trova su di un piano più alto rispetto alla navata ed è accessibile per mezzo di gradini in marmo rosso di Verona; infine, l'abside presenta una volta a emicupola.
Opere di pregio conservate all'interno della chiesa sono l'altare maggiore, originariamente posto nella soppressa chiesa di Sant'Agostino a Piacenza, il tabernacolo del 1881, la mensa dell'altare dell'Addolorata, il coro "da frati", proveniente dalla non più esistente chiesa dei Serviti, la mensola dell'altare dell'Addolorata, realizzata nel 1871 dal piacentino Ronconi, e una statua del Cristo Morto.
Per quanto riguarda i dipinti, al suo interno si trovano una Madonna con bambino tra i santi Lucia e Biagio dipinta dal Pitocchetto, precedentemente situata all'interno dell'oratorio di san Rocco, situato nelle vicinanze della chiesa, un Martirio di Santa Margherita dipinto da Sebastiano Galeotti proveniente dalla chiesa di Santa Margherita di Piacenza e che in passato si pensava raffigurasse il martirio di Sant'Agata e un San Bernardo Abate con Santa vergine e martire di Clemente Ruta che è stata identificata come originariamente posta all'interno della chiesa di San Raimondo di Piacenza.